# 4-氯苯胺
4-氯苯胺是一种有机氯化合物，化学式 ClC6H4NH2。这种浅黄色固体是三种氯苯胺的异构体之一。

## 制备
4-氯苯胺不是从苯胺开始制备的，因为它会被过度氯化。它是由4-硝基氯苯的还原而成的，而后者则是通过氯苯硝化制备的。

## 用处
4-氯苯胺用于农药、药物和染料的工业生产。它是广泛使用的抗微生物剂和杀菌剂氯己定的前体。它也用于制造杀虫剂，包括吡唑醚菌酯和绿谷隆。
4-氯苯胺对某些细菌和霉菌具有抗菌作用。